# Nierówność Lubella-Yamamoto-Meshalkina
Nierówność Lubella-Yamamoto-Meshalkina (ang. Lubell-Yamamoto-Meshalkin Inequality, LYM Inequality) – nierówność kombinatoryczna ograniczająca maksymalną liczność rodziny zbiorów, w której żaden zbiór nie jest podzbiorem innego. Nierówność ta stanowi twierdzenie silniejsze od twierdzenia Spernera i jest często wykorzystywana do jego udowodnienia.
Nierówność LYM została udowodniona niezależnie przez Yamamoto (1954), Meshalkina (1963) i Lubella (1966).

## Twierdzenie
Niech {\displaystyle A} będzie zbiorem {\displaystyle n}-elementowym, a {\displaystyle {\mathcal {F}}} rodziną Spernera podzbiorów zbioru {\displaystyle A,} czyli taką rodziną zbiorów, że żaden z nich nie jest zawarty w innym. Wówczas zachodzi nierówność
|  |  | {\displaystyle \sum _{S\in {\mathcal {F}}}{\frac {1}{\binom {n}{\|S\|}}}\leqslant 1}. |

Alternatywnie, jeśli oznaczymy przez {\displaystyle p_{k}} liczbę zbiorów {\displaystyle k}-elementowych w {\displaystyle {\mathcal {F}},} to spełniona jest nierówność
|  |  | {\displaystyle \sum _{k=1}^{n}{\frac {p_{k}}{\binom {n}{k}}}\leqslant 1}. |

## Dowód[1]
Niech {\displaystyle {\mathcal {F}}=\{A_{1},A_{2},\dots ,A_{m}\}.} Zauważmy, że jest dokładnie {\displaystyle n!} permutacji elementów zbioru {\displaystyle A.} Powiemy, że taka permutacja zaczyna się od {\displaystyle A_{i},} jeśli pierwszych {\displaystyle |A_{i}|} elementów tej permutacji stanowi permutację zbioru {\displaystyle A_{i}.}
Niech {\displaystyle P_{i}} będzie zbiorem permutacji zaczynających się od {\displaystyle A_{i}.} Wówczas pierwszych {\displaystyle |A_{i}|} elementów permutacji {\displaystyle \pi \in P_{i}} możemy ustawić na {\displaystyle |A_{i}|!} sposobów, a pozostałe {\displaystyle n-|A_{i}|} elementów na {\displaystyle (n-|A_{i}|)!} sposobów. Zatem z reguły mnożenia {\displaystyle |P_{i}|=|A_{i}|!(n-|A_{i}|)!.}
Ponieważ żaden ze zbiorów {\displaystyle A_{i}} nie jest zawarty w innym, zbiory {\displaystyle P_{i}} są rozłączne. Wobec tego
|  |  | {\displaystyle \sum _{i=1}^{m}\|A_{i}\|!(n-\|A_{i}\|)!=\sum _{i=1}^{m}\|P_{i}\|\leqslant n!}. |

Dzieląc powyższą nierówność obustronnie przez {\displaystyle n!}, z definicji współczynnika dwumianowego otrzymujemy
|  |  | {\displaystyle \sum _{i=1}^{m}{\frac {1}{\binom {n}{\|A_{i}\|}}}=\sum _{i=1}^{m}{\frac {\|A_{i}\|!(n-\|A_{i}\|)!}{n!}}\leqslant 1}, |

co stanowi tezę w pierwszej postaci. Druga postać tezy wynika wprost z tego, że
|  |  | {\displaystyle \sum _{i=1}^{m}{\frac {1}{\binom {n}{\|A_{i}\|}}}=\sum _{k=1}^{n}{\frac {p_{k}}{\binom {n}{k}}}}. |